# 東丘いずひ
東丘 いずひ（ひがしおか いずひ、1949年2月17日 - 2019年5月1日）は、日本の女優。本名は、太田 千恵子。

## 来歴
長野県安曇野市出身。駒澤大学卒業後、文学座付属研究所第15期生、文学座サヴァーグループ。『いでゆアラカルト』（TBSテレビ）でデビューする。
芸名は「東の丘から日（ひ、太陽）出（いず）る」に由来する。
1986年に劇団夢屋を旗揚げ。日本で最初の慰安婦を題材にした舞台を同年11月22日から3日間公演し、その後「消された戦史・従軍慰安婦」シリーズを3部作として舞台公演した。
声優やナレーターとしても活躍していた。
2019年5月1日、急逝。

## エピソード
慰安婦の舞台を公演した後、1980年代後半に慰安婦を慰霊するための支援活動を行っていた。しかし、挺隊協の初代代表で現：名誉共同代表である尹貞玉と会って行く過程で、本人と参議院議員会館にて面談の際、「慰霊碑建設の署名は要るが、募金は要らない」と言われ、日本社会党委員長土井たか子の秘書が札束の入った謝礼を渡していた事を目撃し、その後、尹から電話にて慰霊の支援活動を断られた。1992年10月14日に尹が再び来日時に成田空港へ迎えに行った際、東京へ向かう成田エクスプレス客室内で本人から断った理由を問い「日本政府が支援したから（署名、募金も）貰えない」と返答された。その後、支援活動から距離を取った。その後、1992年10月22日付で尹本人から「清水澄子議員、本岡昭次議員と会わなければならず、事前に伝えておらず（迎え後の）アポを反故にして申し訳ない。また、日本政府からの支援には反対の意思を表明する」と謝罪の手紙を貰った。しかしその後、アジア女性基金が設立され、日本からの41億円と一般市民募金の6億円が行方不明となる。
2015年ニコニコ動画において本人によって今までの自分の浅はかさを吐露する動画をあげる。その中で慰安婦問題は朝鮮による日本の戦後補償詐欺問題と激白する。

## 出演

### テレビドラマ
- 狼・無頼控 第25話「花嫁連続殺人鬼」（1974年）
- 暗闇仕留人 第21話「仏に替りて候」（1974年） - おそで
- 水戸黄門 第5部 第16話「陰謀の罠 -広島-」（1974年） - 三次の姫君
- 幡随院長兵衛お待ちなせえ 第15話「怪談・呪いの古井戸」（1974年）
- 傷だらけの天使 第20話「兄妹に十日町小唄を」（1975年）
- 仮面ライダー
- 大鉄人17 第22話「奇妙?! 二人のワンセブン」 - 第35話「さらばワンセブン 不滅のナンバー」（1977年） - ブルージャガー
- 太陽にほえろ!※東丘出陽名義
  - 第655話「左ききのラガー」（1985年） - 折原夫人
  - 第665話「殉職刑事たちよ、やすらかに」（1985年） - 岩城里子
  - 第701話「ヒロイン」（1986年） - ペットサロンの愛犬家
  - 第717話「女たちは今……」（1986年） - 谷口所長
- 私鉄沿線97分署 第40話「ハート燃えて…」（1985年）
- 特捜最前線（1986年）
  - 第468話「追跡・指紋No.105937!」
  - 第477話「浅草偽装心中・姉を殺した女スリ!?」
- 夏樹静子サスペンス / 遺書二つ（1986年）
- 火曜サスペンス劇場 / 鉄の串（1986年）
- 乱歩賞作家サスペンス / 影を愛したわたし（1988年）
- 男と女のミステリー / 埋れ火（1988年）
- 隠密・奥の細道 第8話「松島の波に砕けた母子舟」（1988年）
- 春日局（1989年） - おふくの侍女
- ゴリラ・警視庁捜査第8班 第1話「ポリス・アドベンチャー」（1989年） - 佐伯礼子
- はぐれ刑事純情派
  - 第2シリーズ 第9話「父を見殺しにされた娘」（1989年）
  - 第5シリーズ 第23話「盗まれた遺書・自分をなおせなかった男」（1992年）
- 教師びんびん物語II 第12話「子供が消えた学校」（1989年）
- 月曜・女のサスペンス 女流作家シリーズ「愛は死のメッセージ」（1989年）
- いとしの婿どの（1989年）
- ドラマスペシャル / 山頭火 何んでこんなに淋しい風ふく（1989年）
- 特警ウインスペクター 第42話「裏切りの捜査官」（1990年） - 影沢千鶴
- 代表取締役刑事 第27話「人間の絆」（1991年）
- 鬼平犯科帳 第2シリーズ 第15話「霧の朝」（1991年）
- 誘惑の夏（1993年）
- 月曜ドラマスペシャル→月曜ミステリー劇場 / 十津川警部シリーズ
  - 第19作「伊豆・七滝殺人事件」（2000年） - 松波文江
  - 第26作「特急おおぞら殺人事件」（2002年） - 圭子
- こちら本池上署 第2シリーズ 第3話「記憶の中の父」（2003年）
- 一枚の写真

### 映画
- 血を吸う薔薇（1974年） - 三田村雪子
- 歌麿 夢と知りせば（1977年） - おその
- ええじゃないか（1981年）
- 悪徳の栄え（1988年） - 白崎麻子
- 龍飛岬 （1988年） - 新城彰子

### 舞台
- 王様と私
- メディア
- 天守物語
- 蜜の味